# 苏尔扎克
苏尔扎克（法語：Sourzac，法語發音：[suʁzak]）是法国多尔多涅省的一个市镇，属于佩里格区。

## 地理
苏尔扎克（45°2'56"N, 0°23'45"E）面积23.37 平方千米，位于法国新阿基坦大区多爾多涅省，该省份为法国西南部内陆省份，是法國本土面积第三大的省，大致对应佩里戈尔地区，北起顺时针与夏朗德省、上维埃纳省、科雷兹省、洛特省、洛特-加龙省、吉倫特省和滨海夏朗德省接壤。
与苏尔扎克接壤的市镇（或旧市镇、城区）包括：杜济亚克、讷维克、圣塞韦兰代斯蒂萨克、伊萨克、布尔尼亚克、米西当、圣弗龙德普拉杜、圣路易昂利勒。

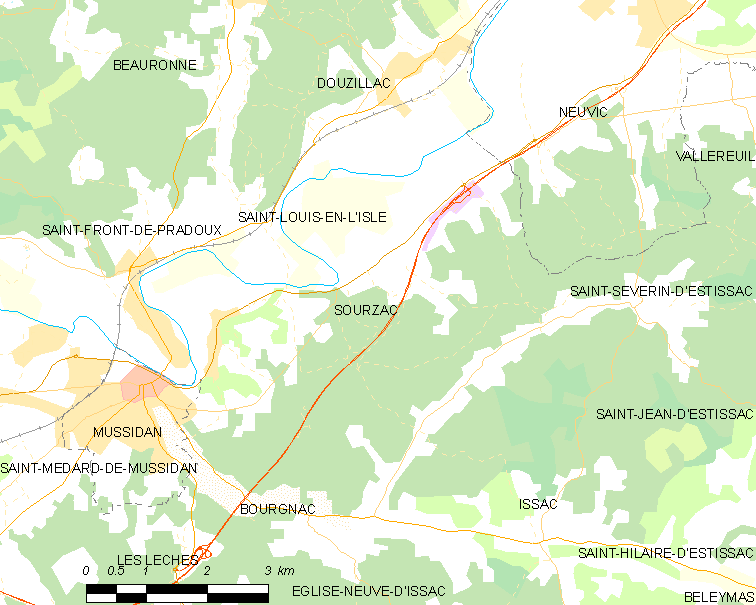
苏尔扎克的OSM定位图

苏尔扎克的时区为UTC+01:00、UTC+02:00（夏令时）。

## 行政
苏尔扎克的邮政编码为24400，INSEE市镇编码为24543。

## 政治
苏尔扎克所属的省级选区为伊勒河谷县。

## 人口

1962-2008年间苏尔扎克人口变化图示

苏尔扎克于2022年1月1日时的人口数量为1127人。